# Буйдои Тёлона
«Буйдои Тёлона» (вьет. Bụi đời Chợ Lớn) — фильм 2013 года, сценаристом и режиссёром которого является американский режиссёр вьетнамского происхождения Чарли Нгуен.

## Сюжет
Отсидевший 10 лет в тюрьме Лам вспоминает о своём детстве и юности. Лам вырос со своим старшим братом Хунгом в самом криминальном районе Хошимина (бывшего Сайгона) — в китайском квартале Тёлоне. Их отец рано умер и так братья стали «буйдоями» — безотцовщиной, отверженными беспризорниками большого южного вьетнамского города-порта. Старший брат Хунг стал главарём уличной банды всего Тёлона. Его так и стали называть — Хунг «Тёлон». Хунг учил Лама не сдаваться в драках. Но Лам в детстве был хилым, слабым и безвольным. Когда Лам подрос и стал молодым парнем, он ушёл от брата из Тёлона. Но криминальный мир не отпускает «буйдоев» так просто. Однажды Лам завёл знакомство с девушкой Хыонг. А Хыонг оказалась подругой Тая «Грязь» — влиятельного главаря другой большой банды Хошимина, распространявшей наркотики по всему городу. Ламу с Хыонг ничего не оставалось делать, как спасаться бегством на территорию Тёлона, под защиту своего брата Хунга «Тёлона»…

## Прокат
Вьетнамский департамент кинематографии окончательно запретил к показу боевик «Буйдои Тёлона» (Chinatown) с Джонни Нгуеном в главной роли. Это означает, что фильму не суждено выйти не только во Вьетнаме, но и за рубежом.
Вот заключение Совета киноцензоров Министерства культуры, спорта и туризма:

В «Буйдои Тёлона» нарушен закон кинематографа, поскольку там демонстрируются вопиющие сцены гангстерских разборок, сумбурные бои на ножах, мечах, мачете, в это время повсюду льётся кровь… без какого-либо вмешательства со стороны властей, полиции, людей или иных общественных сил.
Не так давно продюсеры прислали отредактированную версию «Буйдои Тёлона», в которой был вырезан ряд жестоких сцен и вставлены некоторые соответствующие сцены. Но ситуация в целом не исправлена, поэтому принято решение лицензии фильму «Буйдои Тёлона» не выдавать.
Из-за этого постановления фильм отправится пылиться на полку в киноархив. В итоге получается, что 16 млрд вьетнамских донгов, потраченных на съёмки, ушли в никуда.
Если верить данным одного из известных зарубежных ресурсов, перемонтированная для цензоров полуторачасовая версия забаненного вьетнамского фильма «Буйдои Тёлона» сначала появилась на YouTube, а затем разошлась по торрент-трекерам.
Реакция режиссёра Чарли Нгуена:

Я крайне шокирован и опечален, словно кто-то желает смерти моему дитю. Это был просто черновой вариант, с урезанным содержимым, звуком, цветокоррекцией, спецэффектами и кадрированием. Мне не хочется, чтобы кто-нибудь лицезрел эту версию, ведь она напоминает полуфабрикат! Мы вложили массу усилий в то, чтобы предоставить зрителям идеальную кинокартину. А теперь приходится мириться с тем, что люди смотрят некачественную и недоработанную версию и оценивают по ней фильм. Тот, кто выложил «Буйдои Тёлона» в сеть, просто не особо грамотный, и слишком жестоко поступил по отношению к фильму и нашей команде. Надеюсь, виновник будет арестован и предан суду.

## В ролях
| Актёр            | Роль         |
| ---------------- | ------------ |
| Ха Хиен          | Лам          |
| Лонг Диен        | Хунг "Тёлон" |
| Нгуен Хоанг Фук  | Тай "Грязь"  |
| Хюинь Бить Фыонг | Хыонг        |
| Джонни Три Нгуен | Фонг "Пыль"  |
| Хоанг Фи         | Би           |
| Нюнг Кейт        | Чанг         |
| Antoneus Maximus | Лонг         |